# What You're Proposing
What You're Proposing è un singolo del gruppo rock Status Quo pubblicato nel 1980 dall'etichetta discografica Vertigo in formato 7".

## Il disco

### Concezione
In questa fase della carriera degli Status Quo, Francis Rossi abbandona il partner abituale Bob Young e decide di iniziare a comporre gran parte dei suoi pezzi insieme ad un nuovo autore, Bernie Frost. I due danno vita a molti nuovi brani ma, rispetto a prima, distinti da toni più soft e orecchiabili in sintonia con il sound più fresco e lineare tipico del nuovo decennio.
Al fine di ottenere il peculiare effetto sonoro che ha in mente per comporre What You're Proposing, Rossi chiede ad un liutaio specializzato di costruire una chitarra del tutto originale per l'epoca, realizzata in cristallo piezoelettrico e con pick-up anch'esso in cristallo. Ottenuto lo strumento, il duo Rossi/Frost porta rapidamente a termine la stesura del pezzo.

### Testo
Il testo, semplice e disimpegnato nel classico stile della band, ha ad oggetto una proposta sessuale realmente ricevuta da Francis Rossi all'inizio del 1980, da lui non accettata in quanto la procace donna che gli si era offerta era sposata. Un rifiuto di cui in seguito ebbe a pentirsi.

### Analisi Musicale
La qualità del brano, come di molti della classica produzione degli Status Quo, risiede nel solido lavoro a intreccio tra le chitarre di Rossi e Parfitt e nella connessione armonica degli accordi con un cambio in chiave e alcuni accordi extra nel guitar solo: due chitarre elettriche e due acustiche si incrociano con le voci di Rossi e Lancaster (in falsetto la seconda) sostenute da un tocco di sintetizzatore, con uno staccato accentuato e una ritmica veloce e ben scandita.

### Accoglienza
What You're Proposing è uno dei singoli più venduti nella carriera degli Status Quo. Pubblicato l'11 ottobre 1980, giunge fino alla seconda posizione nelle classifiche inglesi (superato solo dal classico Woman in Love di Barbra Streisand) ponendo le basi di un solido successo internazionale.

## Riedizioni
- Nel 2014 viene registrata una nuova versione completamente acustica inclusa nell'album  Aquostic (Stripped Bare).[8][9]

## Tracce
1. What You're Proposing – 4:13 (Rossi/Frost)
2. A B Blues – 4:33 (Rossi/Parfitt/Lancaster/Bown/Coghlan)

## Formazione
- Francis Rossi (chitarra solista, voce)
- Rick Parfitt (chitarra ritmica, voce)
- Alan Lancaster (basso, voce)
- John Coghlan (percussioni)

## Altri musicisti
- Andy Bown (tastiere)

## Classifiche
| Chart (1980)  | Posizione |
| ------------- | --------- |
| Australia     | 12        |
| Belgio        | 7         |
| Francia       | 17        |
| Germania      | 3         |
| Irlanda       | 2         |
| Norvegia      | 4         |
| Nuova Zelanda | 10        |
| Olanda        | 4         |
| Regno Unito   | 2         |
| Sud Africa    | 4         |
| Svezia        | 3         |
| Svizzera      | 2         |

## British singles chart
| Posizione | 27 | 5 | 4 | 4 | 2 | 2 | 5 | 10 | 21 | 32 | 59 | 72 | uscito |